# Tamanrasset (film)
Tamanrasset è un film per la televisione del 2008 diretto da Merzak Allouache.
La pellicola, prodotta in Francia, è stata presentata al 28º Festival di Cinema Africano di Verona.

## Trama
Un team di produzione pubblicitaria – fotografo, modelle (di tre “colori”), altro personale nonché due poliziotti incaricati della sicurezza – raggiunge il Sahara algerino per un reportage fotografico dedicato a una nuova marca di gelati. Ma i lavori vengono turbati dall'apparizione di clandestini provenienti dal Mali che tentano di raggiungere l'Europa. Philippe, il fotografo, va in crisi, fino a offrirsi di accompagnarli alla frontiera. E li immortala con il suo apparecchio; ma che fine faranno le foto, una volta arrivate a Parigi?